# Donkey Kong Country Returns
Donkey Kong Country Returns, connu sous le nom de Donkey Kong Returns (ドンキーコング リターンズ) au Japon, est un jeu vidéo de plates-formes en 2.5D développé par Retro Studios et édité par Nintendo fin 2010 sur Wii. Il s'agit du premier jeu de la série des Donkey Kong Country à ne pas être développé par Rareware.
Le jeu débute sur un nouveau groupe de créatures maléfiques, appelés les Tikis, qui se réveillent sur l'île de Donkey Kong pour y hypnotiser les animaux afin qu'ils puissent s'emparer de la réserve de bananes de Donkey Kong. Il devra donc récupérer les bananes avec l'aide de Diddy Kong. 
Un portage sur Nintendo 3DS par Monster Games sort en 2013 sous le titre Donkey Kong Country Returns 3D. Une version en haute définition sur Nintendo Switch par Forever Entertainment, intitulée Donkey Kong Country Returns HD est sortie le 16 janvier 2025.

## Synopsis
Une tribu de maraudeurs Tiki nommée la Tribu Tiki Tak (Tiki Tak Tribe dans la version anglaise) menée par Tiki Tong, une divinité tyrannique venant d'un passé inconnu et qui a été endormi dans un profond sommeil dans les profondeurs du volcan de l'île de Donkey Kong, a lancé un sortilège musical de vaudou sur l'île de Donkey Kong, hypnotisant les animaux qui y habitent. Les Tiki les utilisent pour voler toutes les bananes de Donkey Kong pour la soif de pouvoir de Tiki Tong. Naturellement, Donkey Kong partira à la recherche de son trésor de bananes volé, avec son petit compagnon Diddy Kong, doivent chasser les Tiki pour sauver l'île de Donkey Kong et mettre fin au règne de Tiki Tong.

## Système de jeu

### Généralités
Le ou les joueurs prennent le contrôle de Donkey Kong et de Diddy Kong dans divers environnements. Les joueurs peuvent jouer de différentes façons : soit avec la Wiimote et le Nunchuk, soit avec la Wiimote placée à l'horizontale. Le jeu reprend plusieurs éléments des précédents épisodes de la série, notamment les phases de chariot minier, la collecte des bananes et la collecte des lettres K, O, N et G,. Le jeu propose également des nouveautés, comme les phases de tonneau-fusée, dans lesquelles le joueur doit contrôler l'engin et éviter des obstacles. À certains moments dans le jeu, Donkey et Diddy Kong sont propulsés vers le fond d'écran, où ils évoluent en second plan dans une zone secrète ou sur une plate-forme. Autre nouveauté, Donkey Kong peut maintenant s'accrocher à certaines parois, ce qui s'avère indispensable à certains moments pour passer des obstacles.
Comme dans les épisodes précédents, le jeu est parsemé de courts niveaux bonus sous forme de mini-jeux dont le but est d’attraper tous les objets présents (bananes, régimes de bananes, pièces bananes, ballons de vie supplémentaire) dans un temps limité. Ces niveaux demandent souvent beaucoup de dextérité et de réflexes. Si le joueur réussit le niveau bonus, il peut gagner des pièces de puzzle, indispensables pour terminer le jeu entièrement,.

### Mode coopératif
En plus du mode solo, Donkey Kong Country Returns propose un mode multijoueur jouable jusqu'à deux joueurs. Le premier joueur contrôle Donkey Kong, et le deuxième contrôle Diddy Kong. Les joueurs doivent s'entraider pour terminer les niveaux du jeu.

### Super Kong
Lorsque le joueur perd 8 vies, il peut actionner le mode Super Kong, qui fonctionne de la même manière que le Super guide dans New Super Mario Bros. Wii et Super Mario Galaxy 2, à savoir que le Super Kong termine le niveau à la place du joueur. Ce mode est évidemment optionnel, et peut ne pas être actionné selon la volonté du joueur. Super Kong peut ramasser des pièces de puzzle et les quatre lettres du mot KONG, mais ces bonus ne seront pas sauvegardés à la fin du niveau.

## Développement
Le développement du jeu a officiellement commencé en 2008. À l'époque, Shigeru Miyamoto voulait créer un nouveau Donkey Kong. Le producteur Kensuke Tanabe lui a alors recommandé Michael Kelbaugh, le PDG de Retro Studios, qui a autrefois travaillé sur la série des Donkey Kong Country lorsqu'il était employé chez Nintendo of America. Satoru Iwata a souvent qualifié cette tournure des évènements comme le « destin » durant ses réunions avec Retro Studios. C'est pour cette raison que Michael Kelbaugh a décidé de donner le nom de code F8, F8 est un jeu de mots qui veut dire en anglais Fate, qui signifie « destin » ou « destinée » en français. En 2009, la compagnie Retro Studios, après avoir développé Metroid Prime: Trilogy, était déjà en train de concevoir le jeu, mais personne ne savait exactement ce qu'était leur projet. Le jeu fut dévoilé au grand public durant la conférence de Nintendo à l'E3 2010.

### Musiques
Plusieurs personnes, dont Kensuke Tanabe et Shigeru Miyamoto, ont conclu que la musique était l'un des éléments fondamentaux de la série des Donkey Kong Country. Ils ont donc décidé de garder les musiques des épisodes sur Super Nintendo, qui avaient été composées par David Wise et Robin Beanland à l'époque. Elles ont toutefois été légèrement remixées pour l'occasion.

## Accueil

### Critiques
Le jeu a reçu de très bonnes critiques. Il a obtenu une note de 88,06 % sur GameRankings et une note de 87 % sur Metacritic. Le site Jeuxvideo.com lui a donné une note de 18 sur 20, en soulignant que le jeu a bien rendu hommage au premier épisode, tout en intégrant des nouveautés. Il a même déclaré qu'il faisait partie des meilleurs jeux de plates-formes tous support confondus. Le site Gamekult lui donne un 8 sur 10, en déclarant entre autres que le jeu est munis d'une réalisation exemplaire offrant des niveaux variés et riches en détails, et que le mode coopération a deux est une réussite. Cependant, Jeuxvideo.com ne croit pas que le mode coopération est aussi bien réussi, et déclare que le mode multijoueur du jeu s'avère décevant. Son principal argument est que le jeu ne propose pas assez d'interaction entre les deux joueurs et qu'il aurait gagné à être amélioré. Craig Harris de IGN donne au jeu une note de 9 sur 10, et lui octroie même une récompense « IGN Editor choice » (Choix de l'éditeur). Le site Krinein lui donne une note de 9,5 sur 10 et lui attribue un « coup de cœur ». Malgré ces bonnes critiques, quelques fans critiquent négativement l'absence de King K. Rool et des Kremlings.[réf. nécessaire]

### Ventes
Fin avril 2011, Nintendo annonçait avoir écoulé cinq millions d'exemplaires du jeu.
Au 31 mars 2018, Donkey Kong Country Returns est l'un des jeux les plus vendus sur Wii avec 6,53 millions d'unités écoulées.

## Postérité

### Portage et remastérisation
En 2013, Monster Games est chargé du portage du jeu, nommé Donkey Kong Country Returns 3D, sur Nintendo 3DS.
Une version en haute définition sur Nintendo Switch par Forever Entertainment, intitulée Donkey Kong Country Returns HD est sortie le 16 janvier 2025.

### Suite
Une suite au jeu, nommé Donkey Kong Country: Tropical Freeze, voit le jour d'abord sur Wii U en 2014 et ensuite sur Nintendo Switch en 2018.